# Col de la Bataille (Pyrénées)
Pour les articles homonymes, voir Col de la Bataille.
Le col de la Bataille est un col des Pyrénées situé à 265 mètres d'altitude à la limite du Fenouillèdes et du Roussillon, au sein du département français des Pyrénées-Orientales sur l'ancienne route nationale 612 actuelle D 612.

## Toponymie
Son nom français comme son nom catalan (Coll de la Batalla), qui a la même signification, pourraient provenir d'une bataille s'étant déroulée en ce lieu en 1496, entre les armées d'Aragon et celles de France, à une époque où le col se trouvait à la frontière entre les deux royaumes. Cette ancienne frontière, fixée par le traité de Corbeil (1258), se retrouve dans d'autres toponymes proches : la commune de Bélesta était autrefois appelée Bélesta-de-la-Frontière et Latour-de-France a été nommé ainsi par les Aragonais car il s'agissait du premier village situé en France après la frontière.

## Géographie
Géologiquement, le col de la Bataille fait partie de la pointe la plus orientale du massif de l'Agly, contrefort des Pyrénées entre les vallées de l'Agly et de la Têt.
Ce col permet de relier Millas (au sud) à Montner et Estagel (au nord) par la route départementale 612. Au col se trouve un croisement entre cette départementale et d'autres routes secondaires : l'une, vers le nord, fournit un autre itinéraire vers Estagel. La départementale 38 traverse aussi le col et ce croisement, d'une part vers l'est et le site de Força Réal, d'autre part vers l'ouest et la commune de Bélesta via le site de Caladroy.
Cette partie des Pyrénées-Orientales marque la frontière linguistique entre les traditions de langues catalane et occitane.
Le col marque la limite entre les communes de Montner et Bélesta, dans le canton de Latour-de-France. Légèrement au-dessus, au sud-est, se trouve un tripoint reliant ces deux communes à Millas et son canton.